# Tyrrhenika
Tyrrhenika (in greco Τυρρηνικά) è un'opera in venti libri dell'imperatore Claudio redatta in greco e andata perduta. L'interesse dell'imperatore nei confronti dell'etruscologia è testimoniato dal suo matrimonio con Plauzia Urgulanilla, la cui nonna apparteneva alla gens Urgulania, di chiare origini etrusche. Inoltre, è probabile che conoscesse la lingua etrusca, e che avesse attinto informazioni sia da precedenti autori latini sia da originali opere etrusche, ancora disponibili nel I secolo.
L'opera non fu la prima redatta da Claudio: infatti è stata preceduta da alcuni scritti adolescenziali, andati anch'essi perduti.

## Contenuto
L'opera era una storia del popolo etrusco. Dalla tabula claudiana, che riporta un discorso di Claudio al Senato romano, sappiamo che al suo interno era presente un capitolo riguardante il sesto re di Roma, Servio Tullio, chiamato Mastarna in etrusco. È stato ipotizzato che i Tyrrhenika contenessero affermazioni filoetrusche, e che questa sia una delle ragioni per cui sia poi andata perduta.